# Saint-Aubin (Indre)
Saint-Aubin – miejscowość i gmina we Francji, w Regionie Centralnym, w departamencie Indre. Nazwa miejscowości pochodzi od imienia św. Albina.
Według danych na rok 1990 gminę zamieszkiwało 155 osób, a gęstość zaludnienia wynosiła 5 osób/km² (wśród 1842 gmin Regionu Centralnego Saint-Aubin plasuje się na 982. miejscu pod względem liczby ludności, natomiast pod względem powierzchni na miejscu 328.).